# Gibbera niesslii
Gibbera niesslii är en svampart som först beskrevs av Pier Andrea Saccardo, och fick sitt nu gällande namn av E. Müll. 1954. Gibbera niesslii ingår i släktet Gibbera och familjen Venturiaceae.   Inga underarter finns listade i Catalogue of Life.